# قضية منتشرة
المنتشرة هي القضية التي حكم فيها بضرورة ثبوت المحمول للموضوع أو سلبه عنه، في وقت غير معين من أوقات وجود الموضوع، لا دائما بحسب الذات، فإن كانت موجبة كقولنا بالضرورة: كل إنسان متنفس في وقت ما لا دائما، كان تركيبها من موجبة منشرة مطلقة، وهي قولنا بالضرورة: كل إنسان متنفس في وقت ما، وسالبة مطلقة عامة، أي قولنا: لا شيء من الإنسان بمتنفس بالفعل الذي هو مفهوم «اللادوام»، وإن كانت سالبة كقولنا بالضرورة: لا شيء من الإنسان بمتنفس في وقت ما لا دائما، فتركيبها من سالبة منتشرة، هي الجزء الأول، وموجبة مطلقة عامة، وهي «اللادوام».